# Benoît Nizzatti
Benoît Nizzatti († 6. Oktober 1831 in Chartreuse de Turin, Turin, Königreich Sardinien) war ein Geistlicher und von 1824 bis 1831 Generalminister der Kartäuser.
Nizzatti war Mönch in der Chartreuse de Turin und leitete diese als Prior. Papst Leo XII. nahm den Rücktritt von Grégoire Sorel an. Bei der Wahl am 7. Mai 1824 konnte auch nach vier Durchgängen kein Nachfolger gefunden werden. Darauf verlas der Wahlleiter, der Prior von Trisulti, ein für diesen Fall von Papst Leo XII. verfasstes Dekret. Es bestimmte Nizzatti zum Generalminister der Kartäuser und Prior der Grande Chartreuse. Er setzte die Arbeit seines Vorgängers Grégoire Sorel fort und baute den Orden nach den Wirren der Französischen Revolution und des Ersten Kaiserreichs wieder auf. Aus gesundheitlichen Gründen konnte er sich nicht länger in der Grande Chartreuse aufhalten, sondern lebte in der Chartreuse de Currière. Dort war das Klima milder. Während seiner Abwesenheit vertrat ihn Vikar Jean-Baptiste Mortaize. Vom Papst erhielt er die Erlaubnis die Klöster in Italien selbst zu visitieren. Als er zu Besuch in der Kartause in Turin war, starb er am Tag des Ordensgründers Bruno von Köln.